# Alberto Jorge
Alberto Jorge (* 1. Januar 1950 in Buenos Aires; † 3. September 2024), auch bekannt unter dem Spitznamen El Pampa Jorge, war ein argentinischer Fußballspieler, der im Mittelfeld agierte und nach seiner aktiven Karriere als Trainer arbeitete.

## Leben

### Spielerstationen in Mexiko
Alberto Jorge spielte erstmals in der Saison 1975/76 in der mexikanischen Primera División und stand zu jener Zeit beim Club León unter Vertrag. Sein erstes Tor in der mexikanischen Liga gelang ihm ausgerechnet in einem Stadtderby gegen Leóns Erzrivalen Unión de Curtidores, das am 4. Januar 1976 mit 3:1 gewonnen wurde. In den nächsten drei Partien gegen Veracruz (3:0), Monterrey (2:1) und Puebla (4:2) ließ Alberto Jorge weitere fünf Treffer folgen und hatte es am Saisonende auf insgesamt neun Treffer gebracht.
In der Saison 1978/79 spielte er erneut in Mexiko und stand diesmal beim Tampico-Madero FC unter Vertrag. In jener Saison brachte er es auf insgesamt zehn Einsätze und ein Tor, das er zum 3:2-Sieg gegen den Hauptstadtverein América beisteuerte.
Gegen Ende seiner Karriere spielte er zwischen 1982 und 1984 noch einmal in Mexiko und stand zu jener Zeit beim CF Oaxtepec unter Vertrag. Die Saison 1982/83 war seine treffsicherste Spielzeit in Mexiko, in der ihm in 32 Spielen insgesamt 21 Treffer gelangen, davon allein 18 in den 19 Vorrundenspielen. Im Heimspiel gegen Atlas am 26. September 1982 gelang ihm sein einziger Hattrick in Mexiko, als er seine Mannschaft zwischen der 9. und 78. Minute mit 3:0 in Führung schoss. Ricardo Brandon stellte in der 89. Minute den Treffer zum 4:0-Endstand her.

### Trainerstationen
Als Trainer arbeitete Jorge für den guatemaltekischen Club Comunicaciones und den argentinischen Traditionsverein Racing Club. Anschließend übernahm er die Jugendabteilung von Deportivo Toluca.
Nachdem sein früherer Mannschaftskamerad bei Oaxtepec, Ricardo La Volpe, kurz vor Ende der Apertura 2002 die mexikanische Nationalmannschaft übernommen hatte und sein Nachfolger Wilson Graniolatti nach nur sechs Spielen zurücktreten war, übernahm Alberto Jorge die bereits für das Halbfinale qualifizierte erste Mannschaft von Toluca und führte sie durch Erfolge über Santos Laguna (5:3, 2:1) und Morelia (0:1, 4:1) zu ihrem siebten Meistertitel.
In der Saison 2009/10 trainierte er den guatemaltekischen Erstligisten CSD Xelajú Mario Camposeco.

## Erfolge
- Mexikanischer Meister: Apertura 2002